# Corporación Interamericana de Inversiones
La Corporación Interamericana de Inversiones (CII), renombrada como BID Invest en 2017, es la encargada de promover y apoyar al desarrollo del sector privado y de los mercados de capital en sus países miembros de América Latina y el Caribe.
Mediante la inversión y el otorgamiento de préstamos, la innovación y el apalancamiento de recursos en su calidad de institución que fomenta el desarrollo de la pequeña y mediana empresa a fin de contribuir al desarrollo económico sostenible.
Junto con el Fondo Multilateral de Inversiones (FOMIN), forman el grupo del Banco Interamericano de Desarrollo (BID).

## Funciones
Para el cumplimiento de su objetivo, la Corporación Interamerica de Inversiones ejercerá las siguientes funciones en apoyo a la pequeña y mediana empresa:
- Ayudar, sola o asociada a otros prestamistas o inversionistas, al financiamiento del establecimiento, expansión y modernización de las empresas utilizando instrumentos y/o mecanismos que la Corporación considere adecuados en cada caso.

- Facilitar su acceso al capital privado y público, local y extranjero, y a la capacidad técnica y gerencial.

- Estimular la creación de oportunidades de inversión que favorezcan el flujo de capital privado y público, local y extranjero, para la realización de inversiones en los países miembros.

- Llevar a cabo las acciones necesarias y apropiadas en cada caso para su financiamiento, teniendo en cuenta sus necesidades y los principios de una prudente administración de los recursos de la Corporación.

- Proveer cooperación técnica para la preparación, financiamiento y ejecución de proyectos incluyendo la transferencia de tecnología apropiada.

## Países miembros
- Alemania
- Argentina
- Austria
- Bahamas
- Barbados
- Belice
- Bélgica
- Bolivia
- Brasil
- Chile
- Colombia
- Costa Rica
- Dinamarca
- Ecuador
- El Salvador
- España
- Estados Unidos de América
- Finlandia
- Francia
- Guatemala
- Guyana
- Haití
- Honduras
- Israel
- Italia
- Jamaica
- Japón
- México
- Nicaragua
- Noruega
- Países Bajos
- Panamá
- Paraguay
- Perú
- Portugal
- República de Corea
- República Dominicana
- República Popular China
- Suecia
- Suiza
- Suriname
- Trinidad y Tobago
- Uruguay
- Venezuela